# کوما تو گیالو
کوما تو گیالو (به لاتین: Koma tou Gialou) یک منطقهٔ مسکونی در قبرس شمالی است که در ناحیه اسکله واقع شده‌است. کوما تو گیالو ۶۸۶ نفر جمعیت دارد.